# Hoffnung für alle
Die Bibelübersetzung Hoffnung für alle (abgekürzt Hfa) ist eine sogenannte kommunikative Bibelübersetzung der Bibel- und Missionsgesellschaft Biblica (früher IBS), die vom Fontis-Verlag herausgegeben wird. Sie legt mehr Wert auf inhaltliche Verständlichkeit als auf Worttreue.

## Geschichte
Das Neue Testament wurde 1983, das Alte Testament 1996 fertiggestellt und veröffentlicht. 2002 wurde das Neue Testament in einer ersten Überarbeitung veröffentlicht. Die Hfa ist eine der erfolgreichsten neueren deutschen Bibelübersetzungen. Sie ist mit über 3 Millionen verkauften Exemplaren eine der beliebtesten Übersetzungen. 2015 erschien eine neue Fassung, deren Überarbeitung der Sprachwissenschaftler der Staatsunabhängigen Theologischen Hochschule Basel, Urs Stingelin in den letzten acht Jahren geleitet hat.

## Besonderheiten
Die Hfa strebt zum einen ein Höchstmaß an unmittelbarer Verständlichkeit an. Daher benutzt sie in Ausdruck und Stil die Sprache, die zum Erscheinungszeitpunkt allgemein üblich war. Die Übersetzung wird dabei relativ frei und interpretativ gehalten. Oftmals weisen jedoch Fußnoten auf die jeweilige wörtliche Übersetzung hin, so dass größere interpretierende Abweichungen vom Wortlaut für den Leser erkennbar sind. Zum anderen nennt das Vorwort der Bibelausgabe als zweites Merkmal die Zuverlässigkeit gegenüber den Urtexten.
Die gute Verständlichkeit macht sie besonders beliebt bei jungen Menschen und auch bei Einsteigern im Glauben. Mit ihrem Motto „Die Bibel, die deine Sprache spricht“ wird sie gerade im Konfirmandenunterricht gern eingesetzt.
Die Hfa wird als ergänzender Gegenpol zu einer texttreuen Übersetzung wie der Elberfelder Bibel genutzt. Der lebendige, erzählende Stil der Hfa eignet sich besonders für das zusammenhängende Lesen von Bibelabschnitten.
| Luther 2017 | Einheitsübersetzung 2016 | Hoffnung für alle (2002, Brunnen-Verlag) | Hoffnung für alle (2015/2020, fontis-Verlag) |
| --- | --- | --- | --- |
| Am Anfang schuf Gott Himmel und Erde. Und die Erde war wüst und leer und Finsternis lag auf der Tiefe; und der Geist Gottes schwebte über dem Wasser.(1 Mos 1,1-2 ) | Im Anfang erschuf Gott Himmel und Erde. Die Erde war wüst und wirr und Finsternis lag über der Urflut und Gottes Geist schwebte über dem Wasser. | Am Anfang schuf Gott Himmel und Erde. Noch war die Erde leer und ohne Leben, von Wassermassen bedeckt. Finsternis herrschte; aber über dem Wasser schwebte der Geist Gottes. | Am Anfang schuf Gott Himmel und Erde. Noch war die Erde leer und ungestaltet, von tiefen Fluten bedeckt. Finsternis herrschte, aber über dem Wasser schwebte der Geist Gottes. |
| Es begab sich aber zu der Zeit, dass ein Gebot von dem Kaiser Augustus ausging, dass alle Welt geschätzt würde. Und diese Schätzung war die allererste und geschah zur Zeit, da Quirinius Statthalter in Syrien war. Und jedermann ging, dass er sich schätzen ließe, ein jeglicher in seine Stadt. (Lukas 2,1-3 ) | Es geschah aber in jenen Tagen, dass Kaiser Augustus den Befehl erließ, den ganzen Erdkreis in Steuerlisten einzutragen. Diese Aufzeichnung war die erste; damals war Quirinius Statthalter von Syrien. Da ging jeder in seine Stadt, um sich eintragen zu lassen. | In dieser Zeit befahl der Kaiser Augustus, alle Bewohner des römischen Reiches in Listen einzutragen. Eine solche Volkszählung hatte es noch nie gegeben. Sie wurde durchgeführt, als Quirinius Statthalter in Syrien war. Jeder musste in seine Heimatstadt gehen, um sich dort eintragen zu lassen. | In dieser Zeit befahl der Kaiser Augustus, alle Bewohner des Römischen Reiches in Steuerlisten einzutragen. Eine solche Volkszählung hatte es noch nie gegeben. Sie wurde durchgeführt, als Quirinius Statthalter in Syrien war. Jeder musste in seine Heimatstadt gehen, um sich dort eintragen zu lassen. |

## Kritik
Der Hfa-Übersetzung wird vorgeworfen, sie würde den Interpretationsspielraum überziehen und sich zu weit von den Urtexten entfernen. Der hoch angelegte Maßstab möglichst breiter Allgemeinverständlichkeit führe dazu, dass die Hfa-Übersetzung an manchen Stellen psychologisiere, entontologisiere und das Tun Gottes durch ein Tun des Menschen ersetze. Spätere Revisionen (zuletzt 2020) gehen teilweise auf diese Kritik ein.
Beispiele:
- das griechische Wort „Psyche“ (Ψυχῇ) in Mt 6,25 EU.Hfa hat die Grundbedeutung „Seele“ oder „Leben“; Hfa übersetzt es hier als „Lebensunterhalt“, um es dem Kontext anzupassen: „Sorgt euch nicht um euren Lebensunterhalt ...“. Eine auf die wörtliche Bedeutung hinweisende Fußnote steht an dieser Stelle nicht.
- „Ich bin für euch da“ in Ex 3,14 Hfa heißt wörtlich übersetzt: „Ich bin der ich bin“. Die überarbeitete Fassung, die 2015 erschienen ist, übersetzt diese Stelle wieder mit „Ich bin der ich bin“.[4]
- „Der Herr hat sich von seinem Volk Israel abgewandt. Aber ich warte auf seine Hilfe; ich hoffe darauf, dass er sich uns wieder zuwendet,“ ist eine sehr freie Übertragung von Jes 8,17 EU.Hfa, das in der Einheitsübersetzung lautet: „Und ich will warten auf den Herrn, der sein Angesicht verbirgt vor dem Haus Jakobs, und will auf ihn hoffen.“ Die Hfa 2020 übersetzt: „Der Herr hat sich von den Nachkommen Jakobs abgewandt. Aber ich warte auf seine Hilfe; ich hoffe darauf, dass er sich uns wieder zuwendet.“
- In Joh 16,13 LUT.Hfa übersetzt die Lutherübersetzung „Wenn aber jener, der Geist der Wahrheit, kommen wird, wird er euch in alle Wahrheit leiten“. Die Hfa 1983 bietet „Wenn aber der Geist der Wahrheit kommt, werdet ihr die Wahrheit vollständig erfassen.“ Hfa 2002 schwächt etwas ab und schreibt „Wenn aber der Geist der Wahrheit kommt, hilft er euch dabei, die Wahrheit vollständig zu erfassen“[5].
- In Röm 12,2 LUT.Hfa übersetzt die Lutherübersetzung wie alle anderen auch: „Und stellt euch nicht dieser Welt gleich, sondern ändert euch durch Erneuerung eures Sinnes“. Die Hfa 2002 nimmt hier auch eine Sinnveränderung vor: „Passt euch nicht dieser Welt an, sondern ändert euch, indem ihr euch von Gott völlig neu ausrichten lasst.“ Hfa 2020 schreibt: „Passt euch nicht den Maßstäben dieser Welt an, sondern lasst euch von Gott verändern, damit euer ganzes Denken neu ausgerichtet wird.“

Wegen dieser Kritikpunkte wird die gottesdienstliche Verwendung der Hfa-Übersetzung von einigen Theologen abgelehnt. Für den privaten Gebrauch seien weitere, näher am Urtext stehende Übersetzungen unerlässlich.